# Parti socialiste argentin
Ne doit pas être confondu avec Parti socialiste (Argentine).
Pour les articles homonymes, voir Parti socialiste.

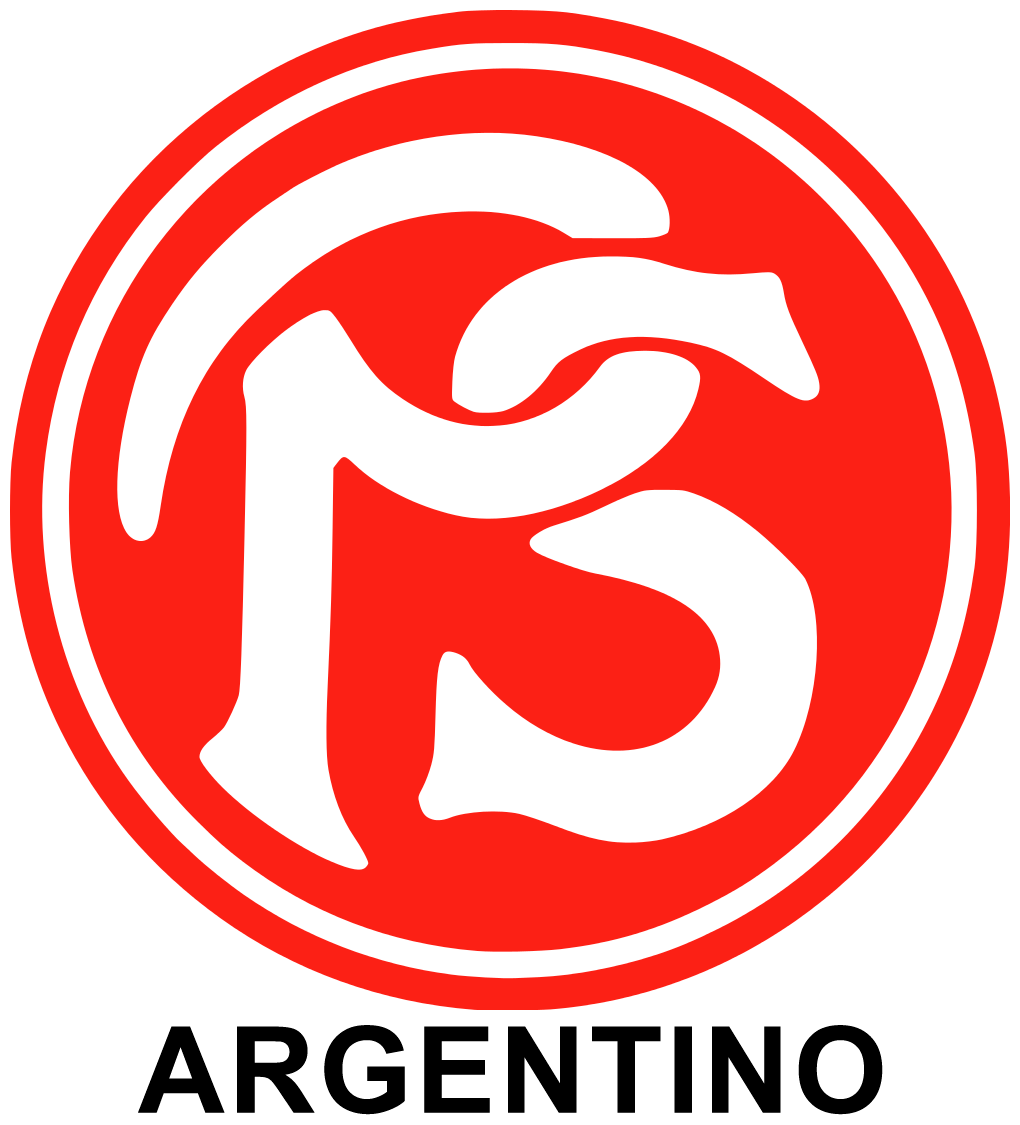
Logo du Parti socialiste argentin (1958-1972)

Le Parti socialiste argentin (PSA) est issu d'une scission du Parti socialiste (PS) en 1958, qui se divise en deux, avec d'un côté le PSA, de l'autre le Parti socialiste démocratique. Le PSA fusionna avec d'autres organisations en 1972 et devint le Parti socialiste populaire.
Le PSA regroupait en 1958 la tendance la plus à gauche du Parti socialiste, proche des idées anti-impérialistes, dont les dirigeants historiques Alfredo Palacios et Alicia Moreau de Justo, qui fut élue en 1958 première secrétaire général du nouveau parti.
La candidature de Palacios triompha en 1961 dans la ville de Buenos Aires (Arturo Frondizi était alors au pouvoir), avec l'appui des classes moyennes et des classes populaires péronistes - le péronisme étant alors interdit. Palacios fut ensuite élu député national en 1963, mais sa mort, deux ans plus tard, affaiblit considérablement le PSA.
Dans les années 1960, nombre de militants du PSA quittèrent le parti pour rejoindre des organisations plus radicales, dont le Parti communiste, ou encore les organisations maoïstes, guévaristes et trotskystes, telles la Vanguardia Comunista (maoïste) et le Parti socialiste des travailleurs (trotskyste), dirigé par le secrétaire particulier de Palacios, Juan Carlos Coral et cofondé par Nahuel Moreno.
En novembre 1970, le PSA, dirigé par Jorge Selser, est signataire, avec nombre d'autres partis d'opposition, de l'appel de la Hora del Pueblo (es), qui réclame la tenue immédiate d'élections et la fin de la dictature issue de la « Révolution argentine » de 1966. Ainsi confrontée à une opposition grandissante, l'armée transféra le pouvoir au général Lanusse, et c'est durant son gouvernement que le PSA fusionna, en 1972, avec le Movimiento de Acción Popular Argentino (MAPA, Mouvement d'action populaire argentine) dirigé par Guillermo Estévez Boero afin de créer le Parti Socialiste Populaire (PSP).

## Source originale
- (es) Cet article est partiellement ou en totalité issu de l’article de Wikipédia en espagnol intitulé « Partido Socialista Argentino » (voir la liste des auteurs).